# Aion RT
Aion RT — це середньорозмірний електричний седан, вироблений китайським виробником автомобілів GAC Aion, дочірньою компанією GAC Group.

## Огляд

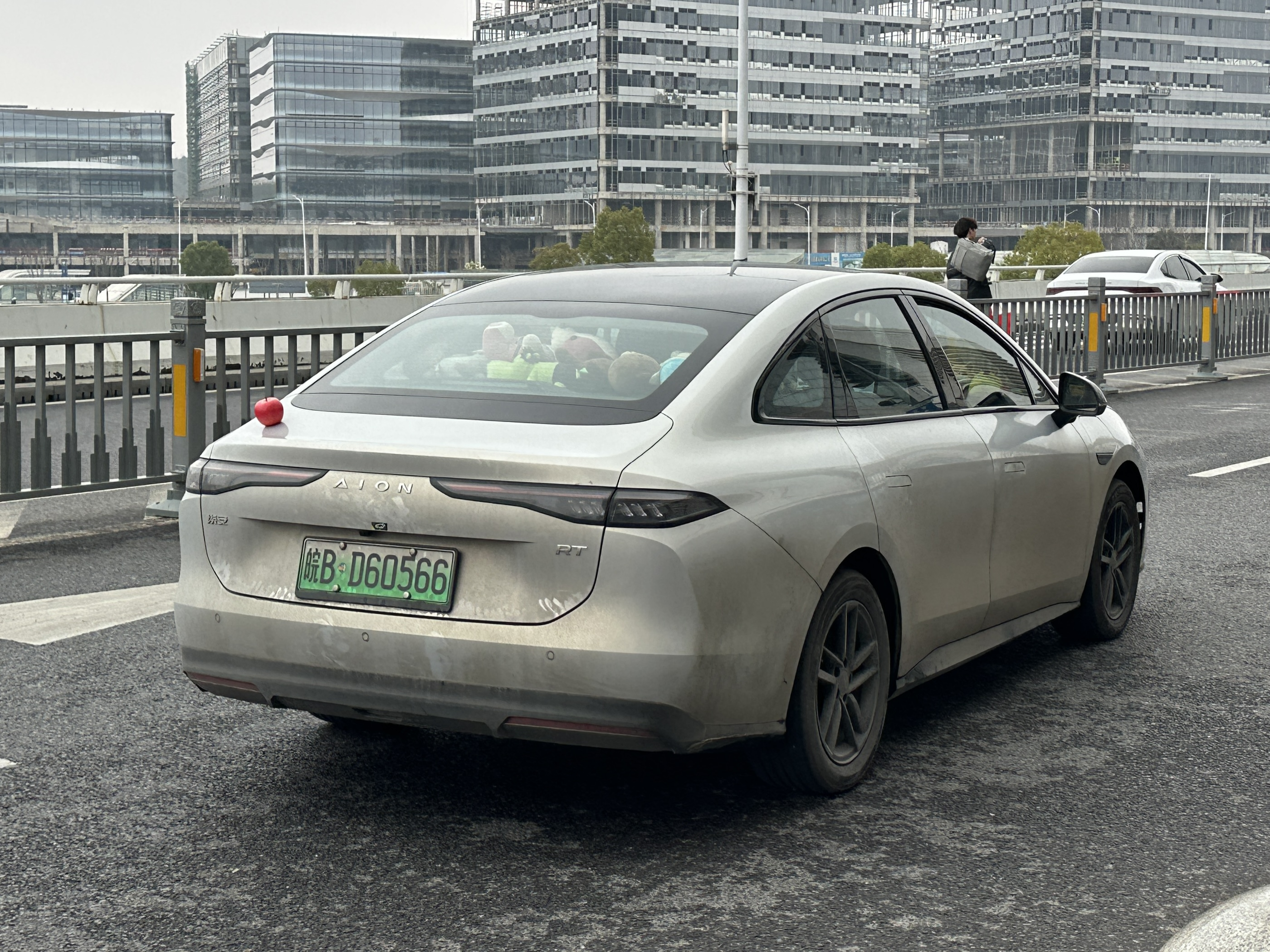

Aion RT вперше було показано на зображеннях, опублікованих Міністерством промисловості та інформаційних технологій 15 вересня 2024 року. 
Попередній продаж RT розпочався невдовзі 26 вересня зі стартовою ціною 119 800 юанів з чотирма комплектаціями. 

## Технічні характеристики
Aion RT оснащується двома різними двигунами: один потужністю 150 кВт (200 к.с.), а інший потужністю 165 кВт (221 к.с.). 
Двигуни живляться від двох літій-залізо-фосфатних акумуляторів : один ємністю 55,1 кВт·год, а інший ємністю 68,1 кВт·год із запасом ходу, відповідно, 520 км та 650 км за циклом CLTC.